# Amt Enger
Das Amt Enger war ein Amt im Kreis Herford in Nordrhein-Westfalen. Im Rahmen der nordrhein-westfälischen Gebietsreform wurde das Amt zum 1. Januar 1969 aufgelöst. Die historischen Vorläufer des Amtes waren die Vogtei Enger der Grafschaft Ravensberg und der Kanton Enger der Franzosenzeit.

## Vorgeschichte

### Die Vogtei Enger
Die Vogtei Enger, zeitgenössisch auch Amt Enger genannt, war bis 1807 eine Verwaltungseinheit im Amt Sparrenberg der Grafschaft Ravensberg. Sie umfasste die Kirchspiele Enger, Hiddenhausen, Spenge und Wallenbrück. Zum Kirchspiel Enger gehörten die Stadt Enger, die Bauerschaften Belke-Steinbeck, Besenkamp, Dreyen, Herringhausen, Hüffen, Hunnebrock, Oldinghausen, Pödinghausen, Siele, Südlengern, Werfen und Westerenger sowie die adligen Güter Enger und Nienburg.

### Der Kanton Enger im Königreich Westphalen
Nachdem die Grafschaft Ravensberg 1807 an das Königreich Westphalen gefallen war, wurden neue Verwaltungsstrukturen nach französischem Vorbild geschaffen. Dabei wurde im Distrikt Bielefeld im Departement der Weser des Königreichs auch der Kanton Enger gebildet. 1808 wurde der Kanton aufgrund seiner hohen Bevölkerungszahl in die beiden Munizipalitäten Enger und Spenge untergliedert. Die Munizipalität Enger umfasste Enger, Belke-Steinbeck, Besenkamp, Dreyen, Herringhausen, Oldinghausen, Pödinghausen, Siele und Westerenger. Die Munizipalität Spenge umfasste Spenge, Bardüttingdorf, Lenzinghausen, Hücker-Aschen und Wallenbrück. Der gesamte Kanton hatte im Jahr 1808 10.260 Einwohner.

### Der Kanton Enger im Kaiserreich Frankreich
Mit der Annexion großer Teile Norddeutschlands durch Napoleon Bonaparte fiel auch das gesamte Gebiet des Kantons Enger an Frankreich. Im Arrondissement Minden des französischen Départements der oberen Ems wurde ein neuer Kanton Enger gebildet, der 14.779 Einwohner hatte und in vier Mairien gegliedert war:

- Mairie Enger, mit dem Umfang der 1809 gegründeten Munizipalität Enger
- Mairie Herford, mit Laar, Eickum, Diebrock, Stedefreund, Radewig, Schweicheln und Bermbeck[6]
- Mairie Jöllenbeck, mit Niederjöllenbeck und Oberjöllenbeck
- Mairie Schildesche, mit Schildesche Bauerschaft, Theesen,  Brake und Vilsendorf[7]

Nach der napoleonischen Niederlage fiel das Gebiet der Grafschaft Ravensberg zurück an Preußen und wurde zunächst der Regierungskommission Bielefeld des Generalgouvernements zwischen Weser und Rhein unterstellt, bevor es 1815 Teil der neuen Provinz Westfalen wurde und 1816 in Kreise gegliedert wurde. Die Kantone bzw. Bürgermeistereien aus der Franzosenzeit wurden als Verwaltungseinheiten unterhalb der Kreisebene teilweise beibehalten. Aus der Mairie Enger der Franzosenzeit wurde der Verwaltungsbezirk Enger im neuen Kreis Bünde. Er umfasste die Stadt Enger sowie Belke-Steinbeck, Besenkamp, Dreyen, Herringhausen, Oldinghausen, Pödinghausen, Siele und Westerenger. Seit der Auflösung des Kreises Bünde im Jahre 1832 gehörte der Verwaltungsbezirk Enger zum Kreis Herford.

## Das Amt Enger
Bei der Einführung der westfälischen Landgemeinde-Ordnung von 1841 wurden die Verwaltungsbezirke unterhalb der Kreisebene, sofern es sich nicht um Städte gemäß der revidierten Städteordnung handelte, zu Ämtern. Im Kreis Herford wurde dadurch aus dem Verwaltungsbezirk Enger das Amt Enger. Dem Amt gehörten neun Gemeinden an:
- Enger (Stadt)
- Belke-Steinbeck
- Besenkamp
- Dreyen
- Herringhausen
- Oldinghausen
- Pödinghausen
- Siele
- Westerenger

Das Amt Enger wurde zum 1. Januar 1969 durch das Gesetz zur Neugliederung des Landkreises Herford und der kreisfreien Stadt Herford aufgelöst. Seine neun Gemeinden wurden zur neuen Stadt Enger zusammengeschlossen, die auch Rechtsnachfolgerin des Amtes ist. Der östliche Teil der Gemeinde Herringhausen wurde in die Stadt Herford eingemeindet.

## Einwohnerentwicklung
| Jahr | Einwohner | Quelle |
| ---- | --------- | ------ |
| 1818 | 06.022    | [ 11 ] |
| 1843 | 07.100    | [ 11 ] |
| 1864 | 07.077    | [ 12 ] |
| 1871 | 06.539    | [ 13 ] |
| 1885 | 07.188    | [ 14 ] |
| 1910 | 10.163    | [ 15 ] |
| 1925 | 11.200    | [ 16 ] |
| 1939 | 12.566    | [ 16 ] |
| 1950 | 17.252    | [ 17 ] |
| 1961 | 17.070    | [ 17 ] |